# تشارلز فانس ميلر
تشارلز فانس ميلر (بالإنجليزية: Charles Vance Millar)‏ هو محامي وشخصية أعمال كندي، ولد في 1853 في أيلمير في كندا، وتوفي في 31 أكتوبر 1926.